# Michael Pollak
Pour les articles homonymes, voir Pollak.
Ne doit pas être confondu avec Michel Polac.
Michael Pollak (né le 26 juillet 1948 à Vienne - mort le 7 juin 1992) est un sociologue et historien autrichien.

## Biographie
Né en Autriche, il fait des études de sociologie à l'université de Linz et rédige une thèse sous la direction de Pierre Bourdieu. Il arrive en France en 1971. Il commence à travailler au sein de l'OCDE de 1973 à 1978 puis entre en 1982 au CNRS.
Il est chargé de recherche au CNRS et membre de l'Institut d'histoire du temps présent. Spécialiste de la sociologie allemande et de la culture viennoise du tournant du XXe siècle, il écrivait également en allemand et en anglais. Il écrit notamment dans les Actes de la recherche en sciences sociales de Pierre Bourdieu, en se signalant par des textes majeurs sur Paul Lazarsfeld, Karl Kraus ou l'expérience des camps de concentration.
Il travaille sur les conditions de vie dans les camps de concentration et mène des entretiens avec des rescapées. Il étudie également les modes de vie des homosexuels. Devenu membre du Groupe de sociologie politique et morale, créé en 1984 par Luc Boltanski, il lance, en 1985,  la première enquête sur le SIDA en France, à l'aide d'un questionnaire diffusé par Le Gai Pied, analysé avec l'aide de la statisticienne Marie-Ange Schiltz. À la fin des années 1980 il développe des recherches autour des l'histoire des technologies d'enquête en collaboration avec Alain Desrosières, en s'intéressant notamment aux enquêtes menées par Max Weber en Prusse orientale.
Michael Pollak décède des suites du sida en 1992.
Deux importants recueils de ses travaux, Une Identité blessée et L'Expérience concentrationnaire, paraissent après sa mort dans la collection Leçon de choses qu'il a créée aux Éditions Métailié.
En mai 2022, à l'occasion du trentième anniversaire de sa mort, le Laboratoire interdisciplinaire d'études sur les réflexivités (LIER-FYT), unité mixte de recherche EHESS/CNRS, lui consacre une journée d'étude et baptise sa principale salle de réunion de son nom.

## Publications
- « L'Homosexualité masculine : le bonheur dans le ghetto ? », in Philippe Ariès et André Béjin (dir.), Communications 35, "Sexualités occidentales", Seuil « points-essais », 1984.
- avec Nathalie Heinich, « Le témoignage », Actes de la recherche en sciences sociales, 62-63, 1986, p. 3-29.
- Vienne 1900, Gallimard, 1989, "folio histoire", 1992.
- Les Homosexuels et le sida (Sociologie d’une épidémie), Paris, A. M. Métailié « leçons de choses », 1988.
- L'Expérience concentrationnaire, Essai sur le maintien de l'identité sociale, Métailié, 1990.
- avec Marie-Ange Schiltz, Six années d'enquête sur les homo- et bisexuels masculins face au sida, Livre des données/ANRS, Paris, 1991.
- Une Identité blessée, études de sociologie et d'histoire, Paris, A. M. Métailié, 1995.
- Heinich Nathalie, Pollak Michael. Du conservateur de musée à l'auteur d'expositions : l'invention d'une position singulière. In: Sociologie du travail, 31ᵉ année n°1, Janvier-mars 1989. pp. 29-49[3]